# Scotopteryx unipuncta
Scotopteryx unipuncta är en fjärilsart som beskrevs av Barend J. Lempke 1950. Scotopteryx unipuncta ingår i släktet backmätare, och familjen mätare. Inga underarter finns listade.